# Mes idées politiques
Mes idées politiques est une anthologie d'articles du journaliste et homme politique français Charles Maurras, directeur de L'Action française, publiée en 1937. L'ouvrage est composé durant la période de détention de l'auteur à la prison de la Santé du 29 octobre 1936 au 6 juillet 1937 pour menaces de mort à l'encontre de Léon Blum. Le texte est établi par Pierre Chardon, pseudonyme de Rachel Legras, ancienne maîtresse de Maurras dans les années 1910, qui se chargea de compiler plusieurs articles de Maurras en vue de synthétiser sa pensée. Pour le spécialiste Stéphane Giocanti, il s'agit d'un « véritable spicilège des idées politiques de Maurras ».

## Présentation
Bien qu'anti-doctrinaire et basant sa pensée sur l'expérience du réel et le « bon sens », Charles Maurras consent en 1937, la majeure partie de sa carrière déjà derrière lui, à la rédaction d'un ouvrage récapitulatif de ses différentes prises de position politiques. La plupart des textes de Mes idées politiques sont repris d'anciennes publications de Charles Maurras, notamment au sein du journal de L'Action française, corrigés et ordonnés par leur auteur en vue de proposer au lecteur une vision globale et cohérente de sa pensée, et ce privés de toute référence à l'actualité afin de donner aux textes originaux une portée plus générale. À ce corpus, Charles Maurras ajoute une introduction originale nommée « La politique naturelle » qui constitue, par sa défense du principe de hiérarchie et d'« inégalité bienfaisante », une approche de l'ensemble de l’œuvre de l'auteur.
Pierre Chardon raconte la conception du livre dans le journal L'Action française en 1938. L'idée d'une compilation est proposée par Jean Fayard en novembre 1936.

### Préface

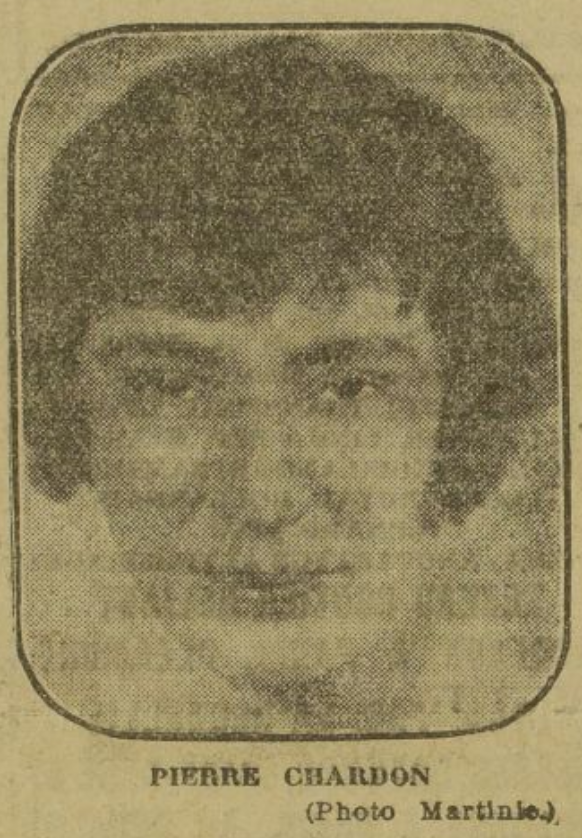
Rachel Legras, surnommée Pierre Chardon, fut la maîtresse de Charles Maurras et à l'origine de Mes idées politiques.

La préface intitulée La Politique naturelle constitue l'un des textes les plus importants de Charles Maurras,. Dans ce texte, l'auteur développe son anthropologie à contre-courant des principes individualistes de 1789 : « les hommes ne naissent pas libres, mais intégralement dépendants de leur famille et plus généralement de leur société ; ils deviennent plus ou moins libres par la suite, mais toujours en prenant appui sur ce bienveillant substrat naturel, que Le Play nommait « la constitution essentielle de l'humanité » ». Chez Maurras, les individus ne naissent pas non plus égaux en dehors des dons naturels de la raison, du sens moral et de l'aptitude à la liberté. De plus, Maurras réfute l'idée d'une opposition de la nature et de l'homme car la société serait la nature de l'homme. La société est censée reposer sur une anthropologie naturelle, à commencer par l'hérédité qui désigne « moins la transmission des gènes que celle d'un patrimoine matériel (maison, terre, entreprise) et immatériel (langue, mœurs, principes, valeurs, goûts, mémoire) ». Maurras s'inscrit dans le réalisme aristotélico-thomiste et pense que la politique doit dès lors se fonder sur le droit naturel.
La question sociale tient également une grande place dans cette préface du fait qu'elle est composée au moment du Front populaire. Maurras condamne les idéalismes individualistes d'inspiration libérale et socialiste. La lutte des classes est critiquée péjorativement au motif que tout le monde en sortirait perdant. Maurras y oppose une collaboration des classes prenant la forme d'un régime corporatif. Dans la première édition de l'ouvrage, Maurras ne cachait pas son admiration pour Mussolini et ses réformes. Les trois pages à la gloire du fascisme furent retirées de ses Œuvres capitales (1954) lorsque Maurras constata rapidement les abus commis par le fascisme au niveau du culte de l'État dans son livre Vergers sur la mer publié aussi en 1937. Toutefois, Maurras ne révisa pas les passages antisémites de Mes idées politiques car son antisémitisme d'État se maintint jusqu'à la fin de sa vie.

### Plan

#### Première partie: L'homme
Sa vision de l'homme s'oppose autant à l'optimisme des Lumières qu'au pessimisme de Hobbes même s'il admet volontiers que « l'homme est un loup pour l'homme ».

« Il y a une grande part de vérité dans le discours des pessimistes qui enchérissent de la sorte sur Hobbes et sur les siens. Je voudrais qu'on se résignât à admettre comme certain tout ce qu'ils disent et qu'on ne craignît point d'enseigner qu'en effet l'homme pour l'homme est plus qu'un loup ; mais à la condition de corriger l'aphorisme en y ajoutant cet aphorisme nouveau, et de vérité tout aussi rigoureuse, que pour l'homme l'homme est un dieu. »

— Charles Maurras, Mes idées politiques
Pour l'historien Martin Motte, Charles Maurras se rapproche de « l'insociable vérité » de Kant et livre sa propre version de la dialectique hégélienne du maître et de l'esclave.

#### Deuxième partie: Principes
Maurras adjoint « la politique à une ontologie de la finitude » et ne conçoit « l'héritage du passé que sous bénéfice d'un inventaire ».

« La vraie tradition est critique, et faute de ces distinctions, le passé ne sert plus de rien, ses réussites cessant d'être des exemples, ses revers d'être des leçons. »

— Charles Maurras, Mes idées politiques

#### Troisième partie: La civilisation

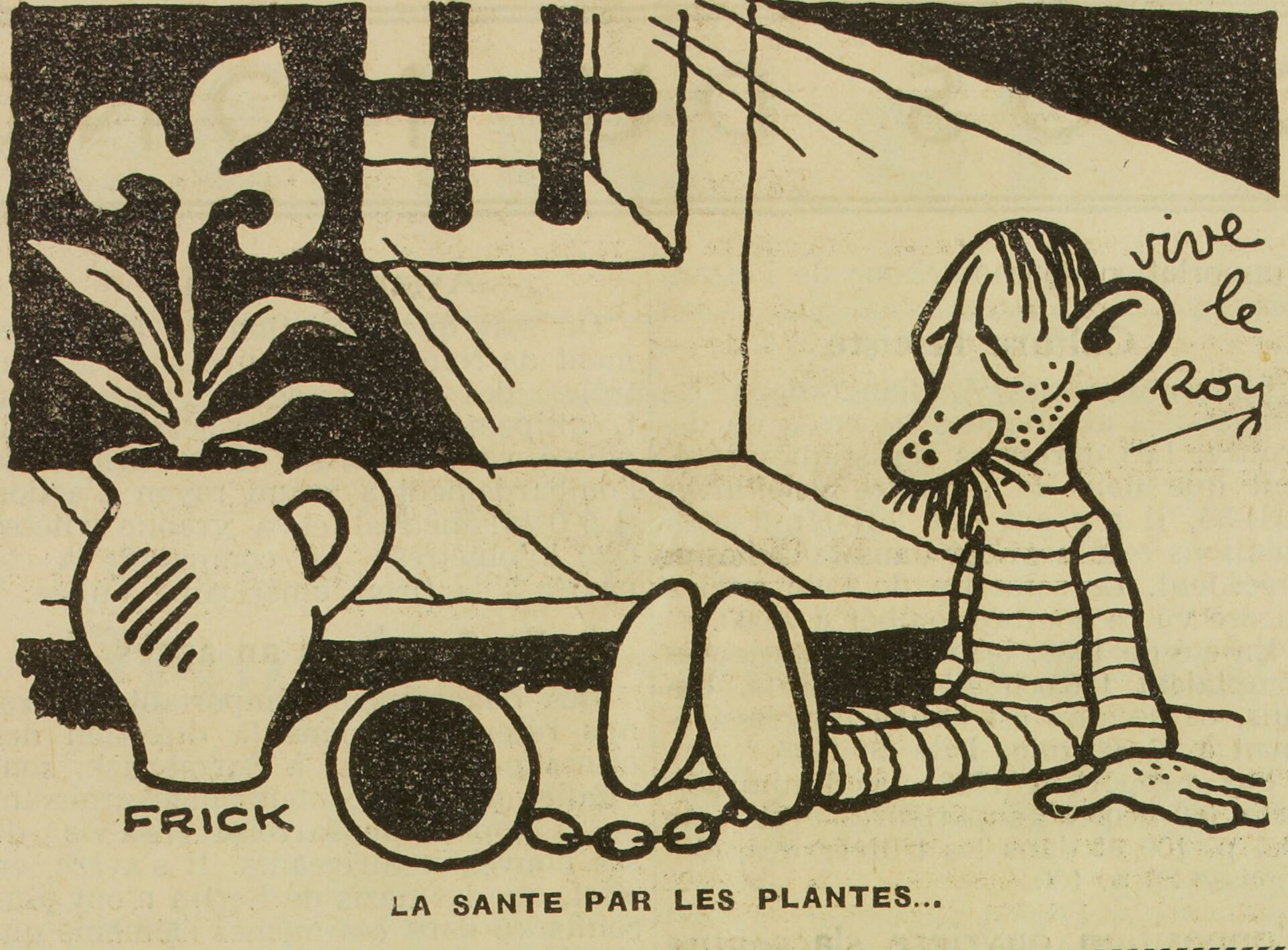
Caricature de Charles Maurras en prison lors de la rédaction de Mes idées politiques parue dans Vendredi du 12 juin 1936.

L'auteur délimite la civilisation à un cadre strictement gréco-latin et critique à la fois le déclinisme et le fatalisme.

#### Quatrième partie: La science politique
Maurras délivre « une réflexion nuancée sur les rapports de la politique et de la biologie » et rejette l'application dogmatique de la biologie dans les rapports sociaux et politiques. Toutefois, il tolère un « usage heuristique de cette science » en invoquant beaucoup d'analogies. À l'aide de l'empirisme organisateur, il déduit des lois politiques immuables. Maurras emprunte à Montesquieu sa définition de la loi comme « un rapport découlant de la nature des choses »,.

#### Cinquième partie: La Démocratie
L'auteur s'appuie sur les quatre États confédérés (juif, protestant, franc-maçon et métèque) pour sa critique de la démocratie. Il se réfère aussi aux Lois et à La République de Platon quand il a recours à des catégories ontologiques :

« [...] la démocratie est le mal, la démocratie est la mort. »

— Charles Maurras, Mes idées politiques
Maurras dépeint la démocratie « comme un régime entropique, consommateur de civilisation et foyer de la barbarie » comme il le faisait précédemment dans Anthinéa.

#### Sixième partie: Les questions sociales
Dans cette partie, Maurras tolère l'interventionnisme de l'État en matière de régulation des rapports socio-économiques mais récuse l'idée d'État-providence perçu comme liberticide. Martin Motte relève que pour Maurras « la mobilité sociale a toujours existé dans l'histoire de France et constitue un mouvement naturel : il est donc inutile d'en faire une priorité politique ». En parallèle, Maurras critique l'égoïsme bourgeois.

#### Septième partie: Retour aux choses vivantes
En conclusion, Maurras livre sa définition de la nation. Maurras prend le soin d'y reconnaître les prérogatives spirituelles de l'Église catholique.

« L'idée de nation n'est pas une « nuée » comme le disent les hurluberlus anarchistes, elle est la représentation en termes abstraits d'une forte réalité. La nation est le plus vaste des cercles communautaires qui soient, au temporel, solides et complets. Brisez le, et vous dénudez l'individu. Il perdra toute sa défense, tous ses appuis, tous ses concours. »

— Charles Maurras, Mes idées politiques
Enfin, Maurras rappelle que la nation française n'est pas une affaire de race, qu'elle n'est pas hermétique à d'éventuelles influences extérieures tout en précisant que la diversité peut être autant une source de richesse que de division. La Monarchie est érigée comme le moyen de préserver la cohésion de la nation.

### Réédition
L'ouvrage est réédité en 2018 dans la collection « Bouquins » aux Éditions Robert Laffont. Si l'historien Martin Motte estime nécessaire la réédition de l'ouvrage d'un écrivain « indéfendable, mais [...] passionnant », notamment pour comprendre le début du XXe siècle, le journaliste Philippe Douroux indique que lors de cette réédition « éditeur, historien et préfacier s'ingénient à mettre une distance prudente entre eux et le "sujet", royaliste, antirépublicain constant, antisémite virulent, anti-allemand convaincu, vichyste par dépit, nationaliste jusqu'à l'aveuglement, antidreyfusard parce que nationaliste, et positiviste par raccroc ». France info estime à l'occasion de cette réédition que dans cet ouvrage « sulfureux [...] s'expriment son antisémitisme et sa haine de la démocratie ».